# Lock Wood Island
Lock Wood Island ist eine Insel in der Themse flussaufwärts des Abingdon Lock. Die Insel liegt in einem scharfen Bogen des Flusses und ist dicht mit Bäumen bewachsen.
Im 19. Jahrhundert gab es ein kleines Haus auf der Insel, das über eine einfache Brücke mit dem Festland verbunden war. Es war ein beliebter Ort für Ausflüge.
Alice Liddell besuchte die Insel mit Lewis Carroll, der Alice hinter den Spiegeln bald nach einem Besuch dort schrieb.
Es gibt Hinweise darauf, dass es ein Wehr und eine Stauschleuse an der Insel gab, was den Namen der Insel erklären könnte (engl. Schleuse = Lock). Die Insel gehörte eine Zeit lang Lord Harcourt.